# Kurt Svanström
Kurt Svanström (25 de março de 1915 - 16 de janeiro de 1996) foi um futebolista sueco. Ele competiu na Copa do Mundo FIFA de 1938, sediada na França, na qual a seleção de seu país terminou na quarta colocação.